# Pénzügyi lízing
A pénzügyi lízing a pénzügyi szolgáltatások egyik típusa.

## Fogalma
Olyan üzleti megállapodás, mely szerint a lízingbe adó megvásárolja a lízingbe vevő által kiválasztott jószágot, azaz a lízing tárgyat azért, hogy annak használatát a lízingbe vevőnek díjfizetés ellenében átengedje.
A futamidő végén a lízingelt eszköz zárt végű pénzügyi lízing esetében az utolsó lízingdíj megfizetésével automatikusan a lízingbe vevő tulajdonába kerül, nyílt végű pénzügyi lízingnél pedig a lízingbe vevőnek joga van kijelölni a leendő tulajdonost.
A pénzügyi lízing során a jószág végig a lízingbe vevő könyveiben szerepel, így az értékcsökkenést is ő érvényesítheti az adózáskor, azonban a tulajdonos a lízingbe adó.

## Jogi fogalma
A számvitelről szóló 2000. évi C. törvény meghatározása szerint:
- "pénzügyi lízing: olyan szerződés alapján valósul meg, amely szerződés értelmében a lízingbe adó a lízingbe vevő igényei szerint beszerzett és a lízingbe adó tulajdonát képező eszközt lízingdíj ellenében, a szerződésben rögzített időtartamra a lízingbe vevő használatába, birtokába adja azzal, hogy a lízingbe vevőt terheli a használatból következően minden költség és kockázat, a lízingbe vevő jogosult a hasznok szedésére, a szerződés időtartamának végén a lízingelt eszköz tulajdonjogát a lízingbe vevő vagy az általa megjelölt megszerzi (vagy megszerezheti), a maradványérték megfizetésével vagy anélkül, illetve a lízingbe vevőt elővételi jog illeti meg, a lízingbe vevő azonban ezen jogairól a szerződés megszűnése előtt le is mondhat".

## Külső hivatkozás
- a fogalommeghatározás forrása